# Linzagolix
Linzagolix (INN; tên mã phát triển KLH-2109, OBE-2109) là một chất đối vận hormone giải phóng gonadotropin phân tử nhỏ, phi peptide, hoạt động bằng đường uống (chất đối vận GnRH) mà đang được phát triển bởi Kissei Dược và ObsEva để điều trị tử cung u xơ, lạc nội mạc tử cung và adenomyosis. Kể từ tháng 12 năm 2017, đó là trong các thử nghiệm lâm sàng giai đoạn III đối với u xơ tử cung và nghiên cứu lâm sàng giai đoạn II đối với lạc nội mạc tử cung và adenomyosis.